# إيرل روز (لاعب اتحاد الرغبي)
إيرل روز (بالإنجليزية: Earl Rose)‏ هو لاعب اتحاد الرغبي جنوب أفريقي، ولد في 12 يناير 1984 في Strand, Western Cape ‏ في جنوب أفريقيا.

## وصلات خارجية
- إيرل روز على موقع سلسلة سباعيات الرغبي العالمية - رجال (الإنجليزية)
- إيرل روز عل موقع إسبنسكروم (الإنجليزية)
- إيرل روز على موقع ItsRugby.co.uk (الإنجليزية)